# Hydraena jacobsoni
Hydraena jacobsoni är en skalbaggsart som beskrevs av Armand D'Orchymont 1932. Hydraena jacobsoni ingår i släktet Hydraena och familjen vattenbrynsbaggar. Inga underarter finns listade i Catalogue of Life.